# مارتینزبرگ (میزوری)
مارتینزبرگ (به انگلیسی: Martinsburg) یک شهر در ایالات متحده آمریکا است که در شهرستان ادرین، میزوری واقع شده‌است. مارتینزبرگ ۰٫۷۰ کیلومتر مربع مساحت و ۳۰۴ نفر جمعیت دارد و ۲۴۷ متر بالاتر از سطح دریا واقع شده‌است.